# Gurtkasten

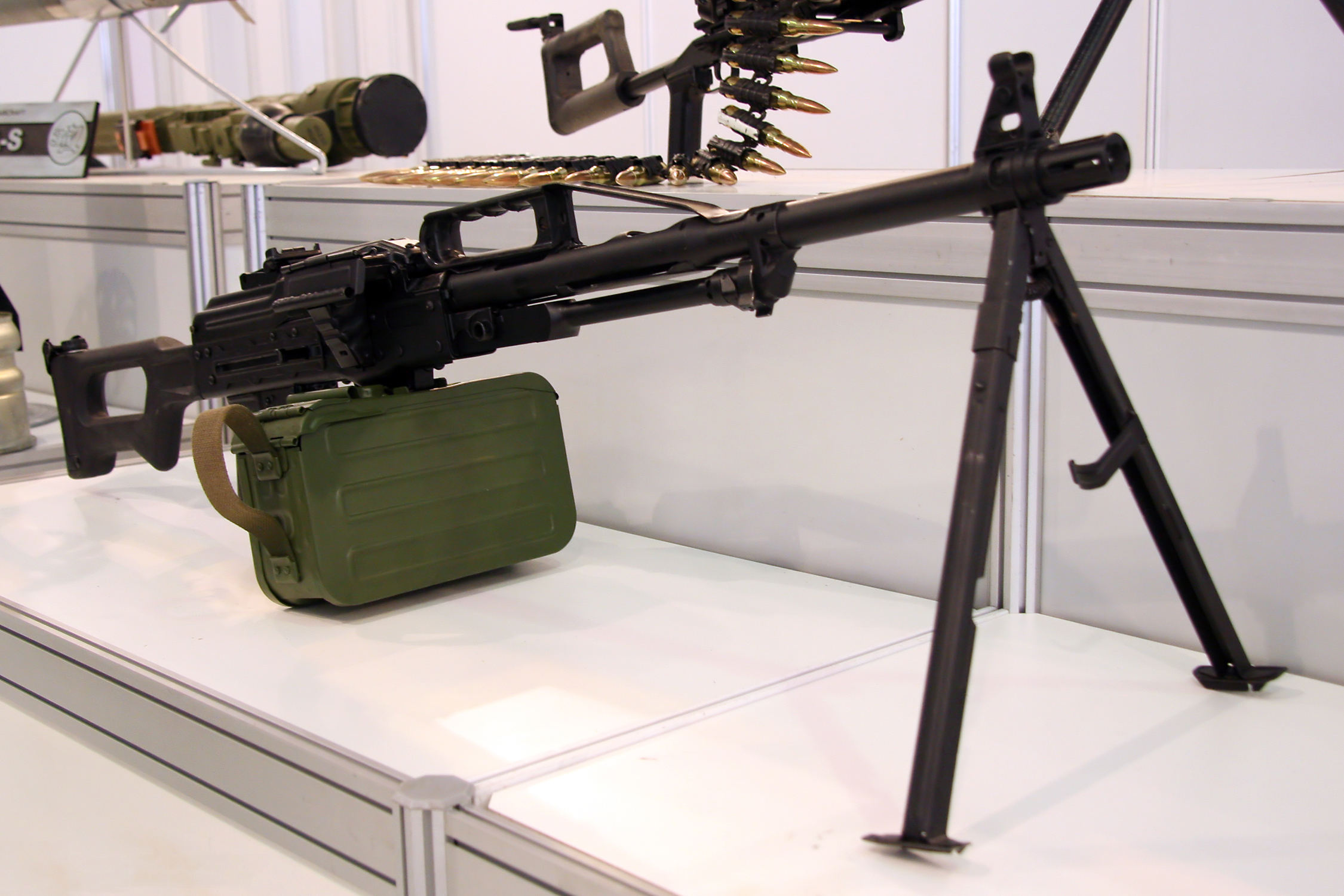
PKP mit Gurtkasten

Der Gurtkasten ist ein optional anzubringender Teil eines Maschinengewehres. Er beinhaltet den Munitionsgurt, welcher der ständigen Munitionszuführung dient. Bei einer runden Form wird die Bezeichnung Gurttrommel verwendet. Ist das Material weich z. B. Stoff, dann wird von einer Gurttasche gesprochen.

## Verwendung

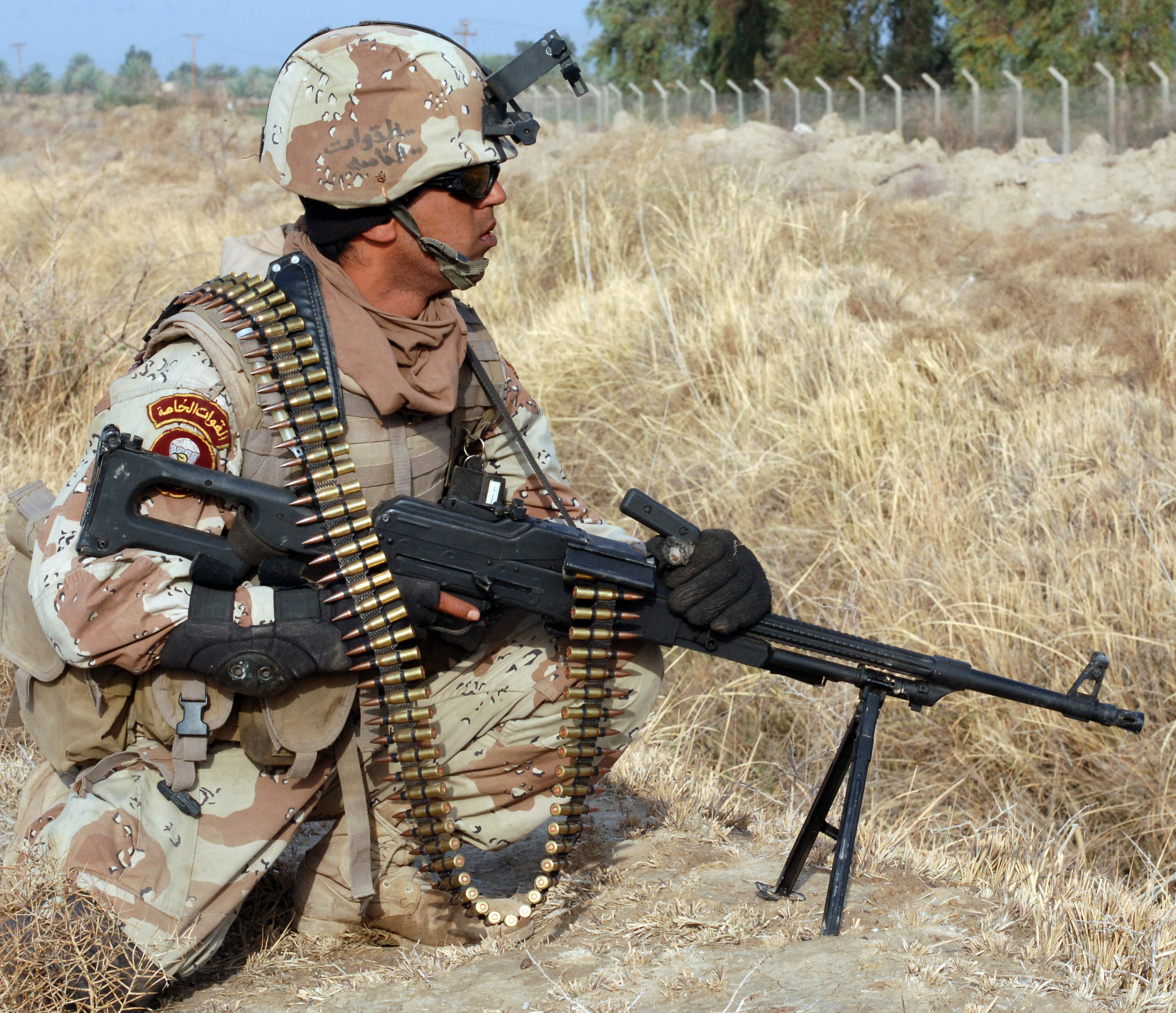
MG-Schütze mit einer PK ohne Gurtkasten

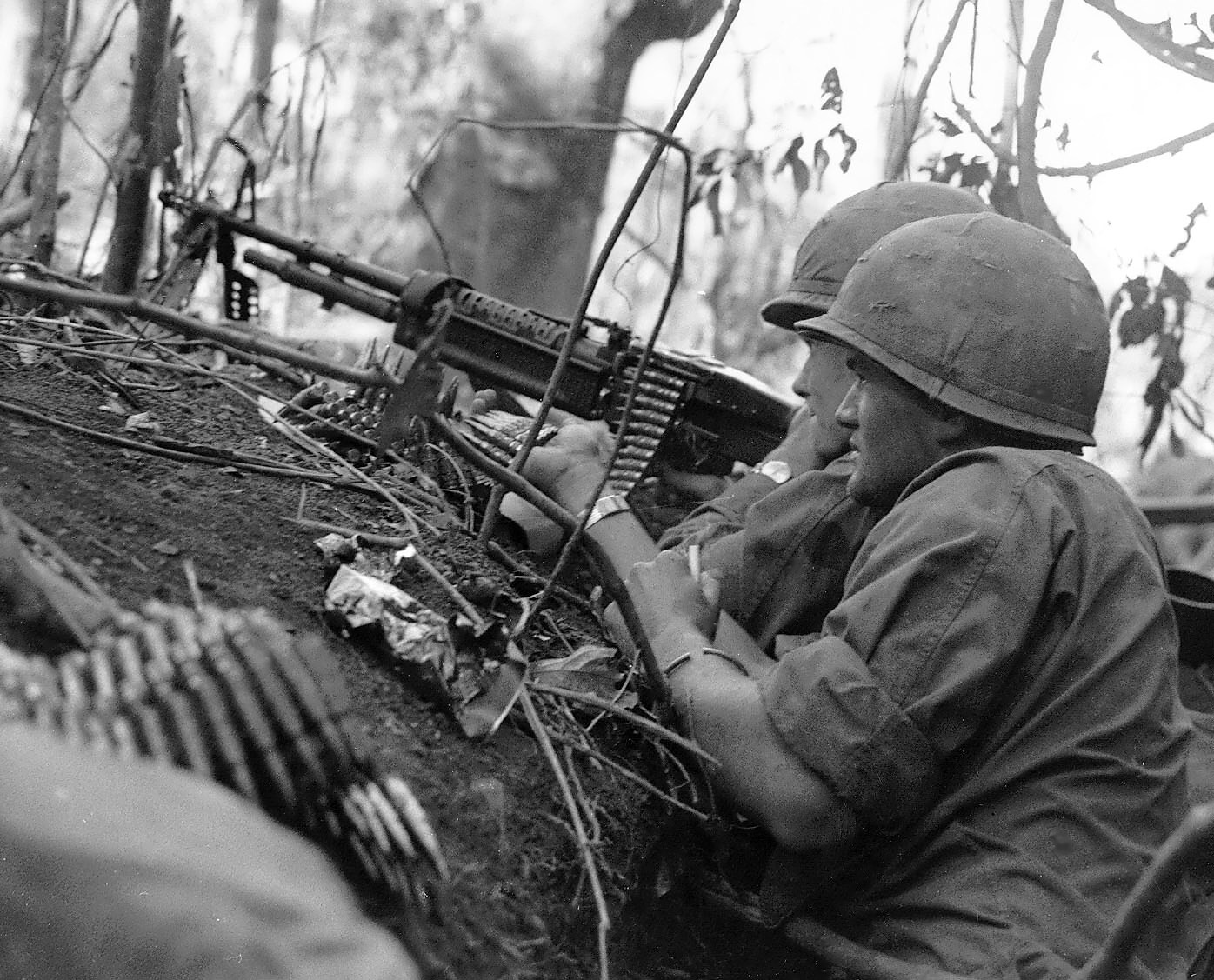
M60 ohne Gurtkasten: Der Gurt wird durch eine zweite Person zugereicht und kann verschmutzen, was zu Ladehemmungen führen kann.

Die Verwendung eines korrekt munitionierten Gurtkastens bringt primär den Vorteil, dass der Schütze keine weitere Person benötigt, die ihm den Gurt zuführt, des Weiteren ist die Munition stets kompakt, sicher und – was vor allem bei einem leichten MG wichtig ist – mobil verstaut. Ein Vorteil gegenüber der Verwendung eines Magazins ist zum einen, dass man eine höhere Anzahl an Patronen abfeuern kann, ohne nachladen zu müssen, zum anderen die einfachere Bauweise. Ein Nachteil jedoch ist, dass ein Munitionsgurt nicht bei jedem Maschinengewehr verwendet werden kann, da die Waffe zudem noch ein eigenständiges Nachzugsystem für den Gurt haben muss.

## Beschaffenheit
Gurtkasten bestehen meist aus lackiertem Blech oder Kunststoff. Es gibt zwei Arten von Gurtkästen:
- Gurtkasten ist zum direkten Einrasten an der Waffe gedacht (z. B. bei der M249 SAW oder dem MG3)
- Gurtkasten wird frei neben der Waffe platziert.

Aufmunitioniert wird ein Gurtkasten in der Regel wellenförmig, d. h. die Patronen am Gurt liegen "serpentinenartig" übereinander (aus der Sicht des Schützen). Wird ein Gurtkasten nicht korrekt aufmunitioniert, kann es zu Problemen bei der Munitionszufuhr kommen, was einen Ausfall der Waffe bedeuten kann.

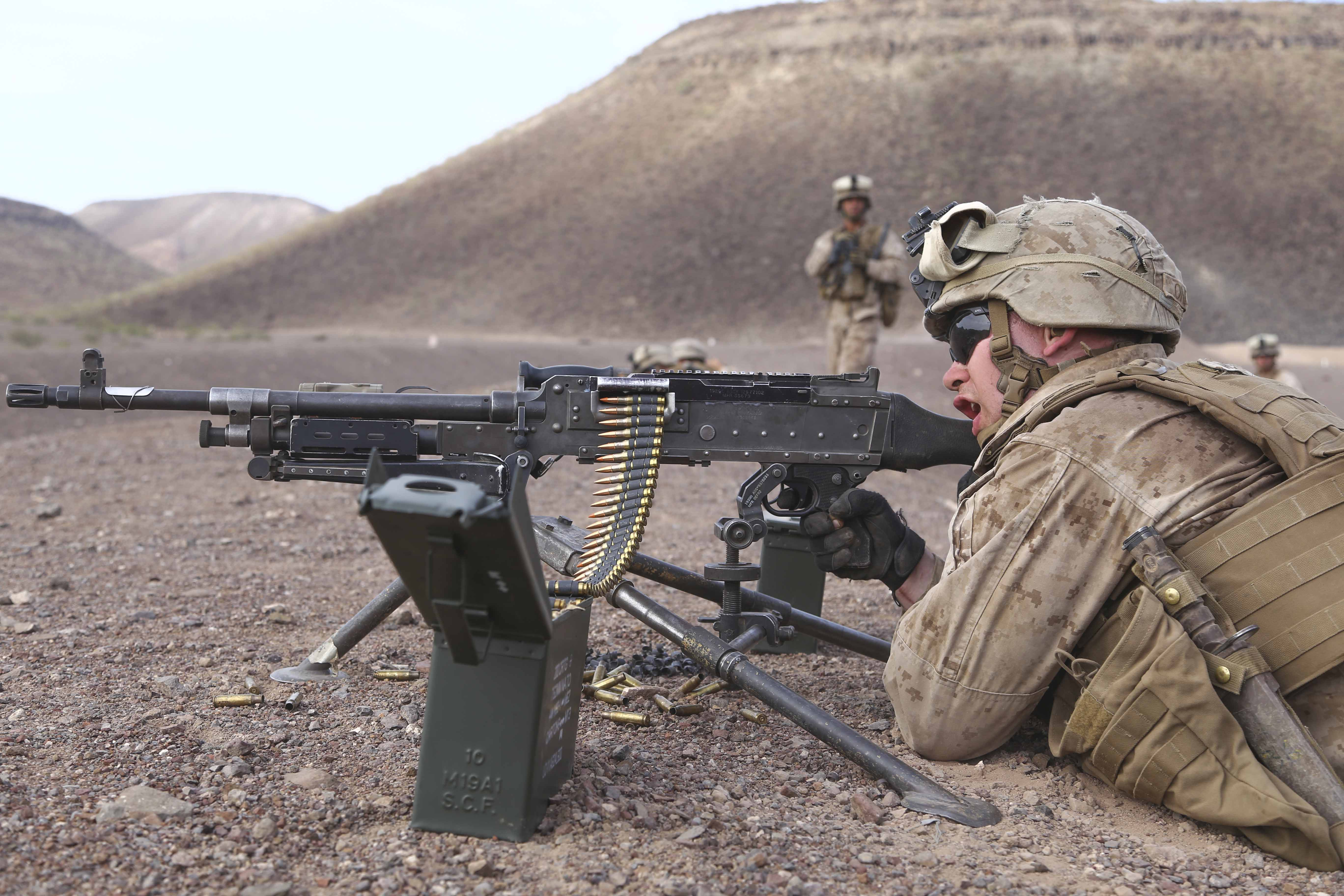
Gurtkasten neben einem M240
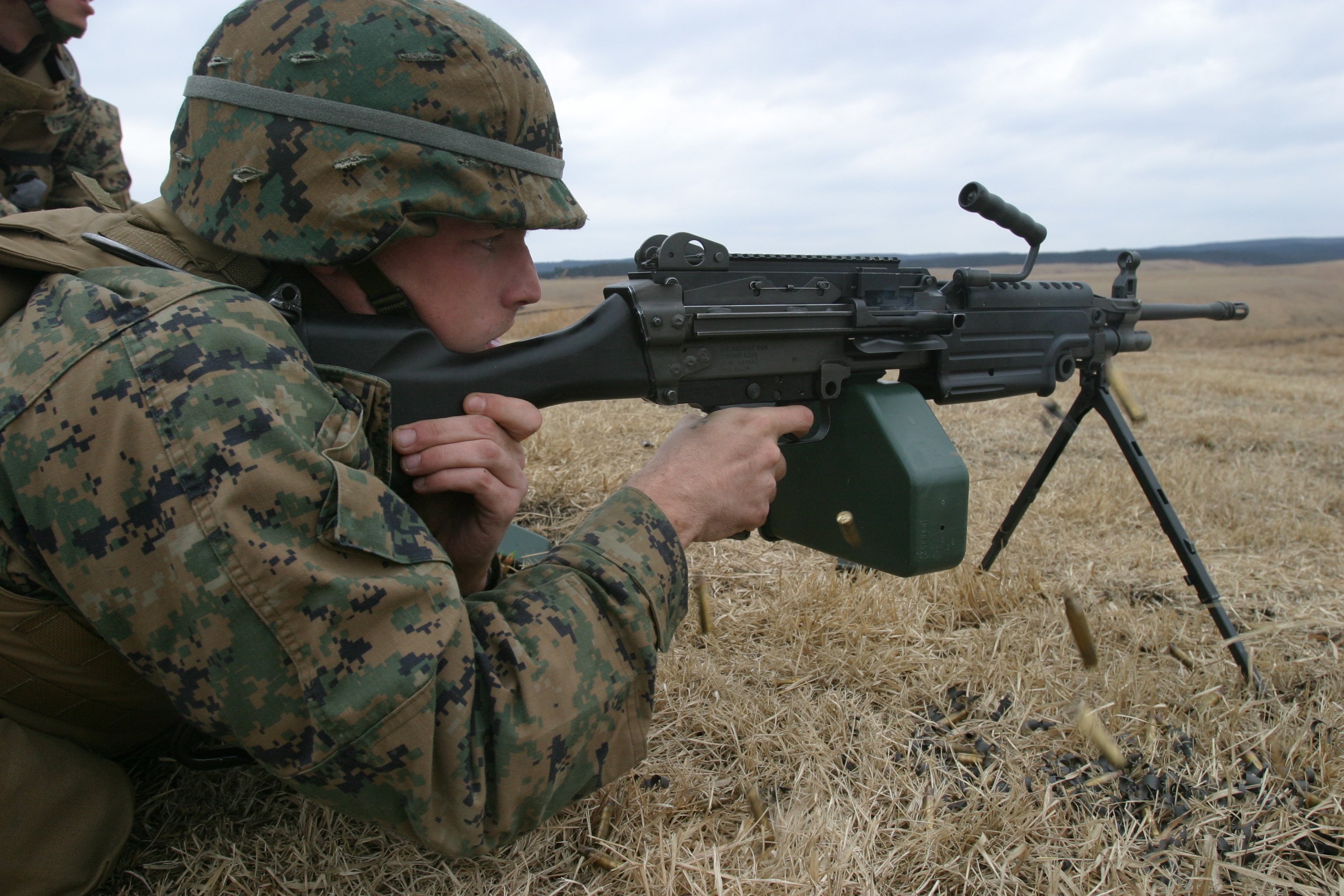
Gurtkasten angebracht an M249
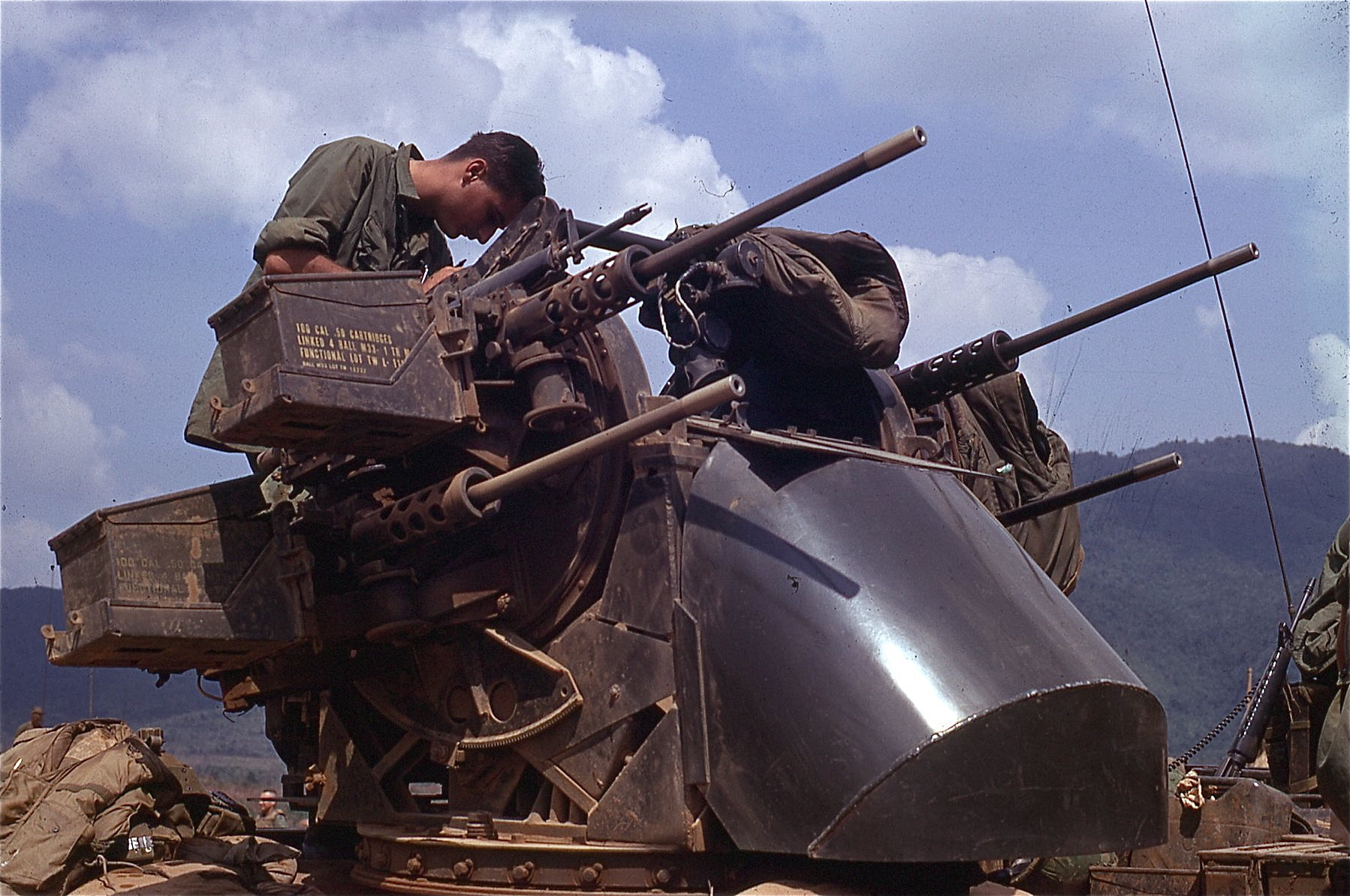
Gurtkästen an einem M45 Quadmount
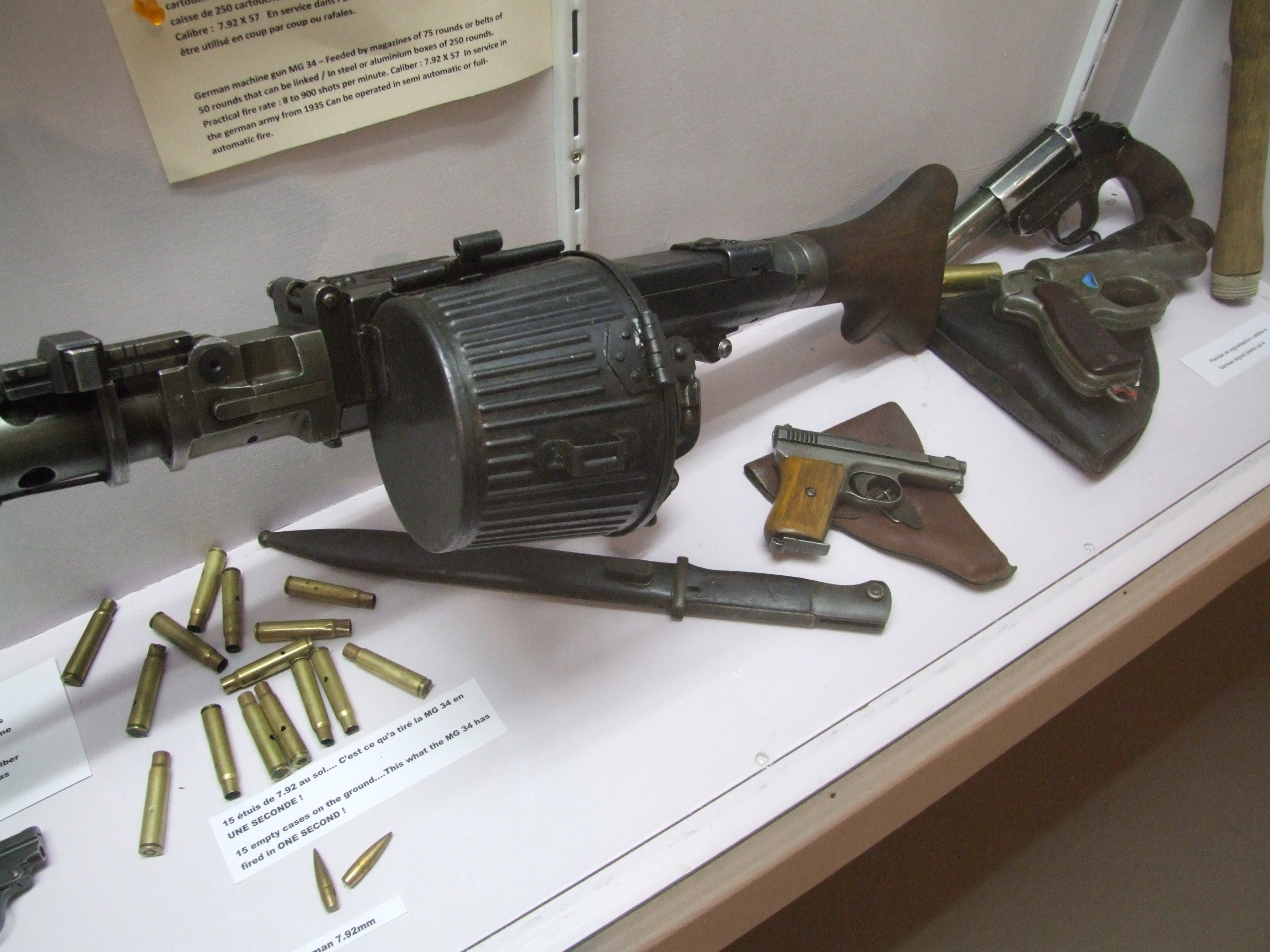
Gurttrommel als runder Gurtkasten mit Tragegriff
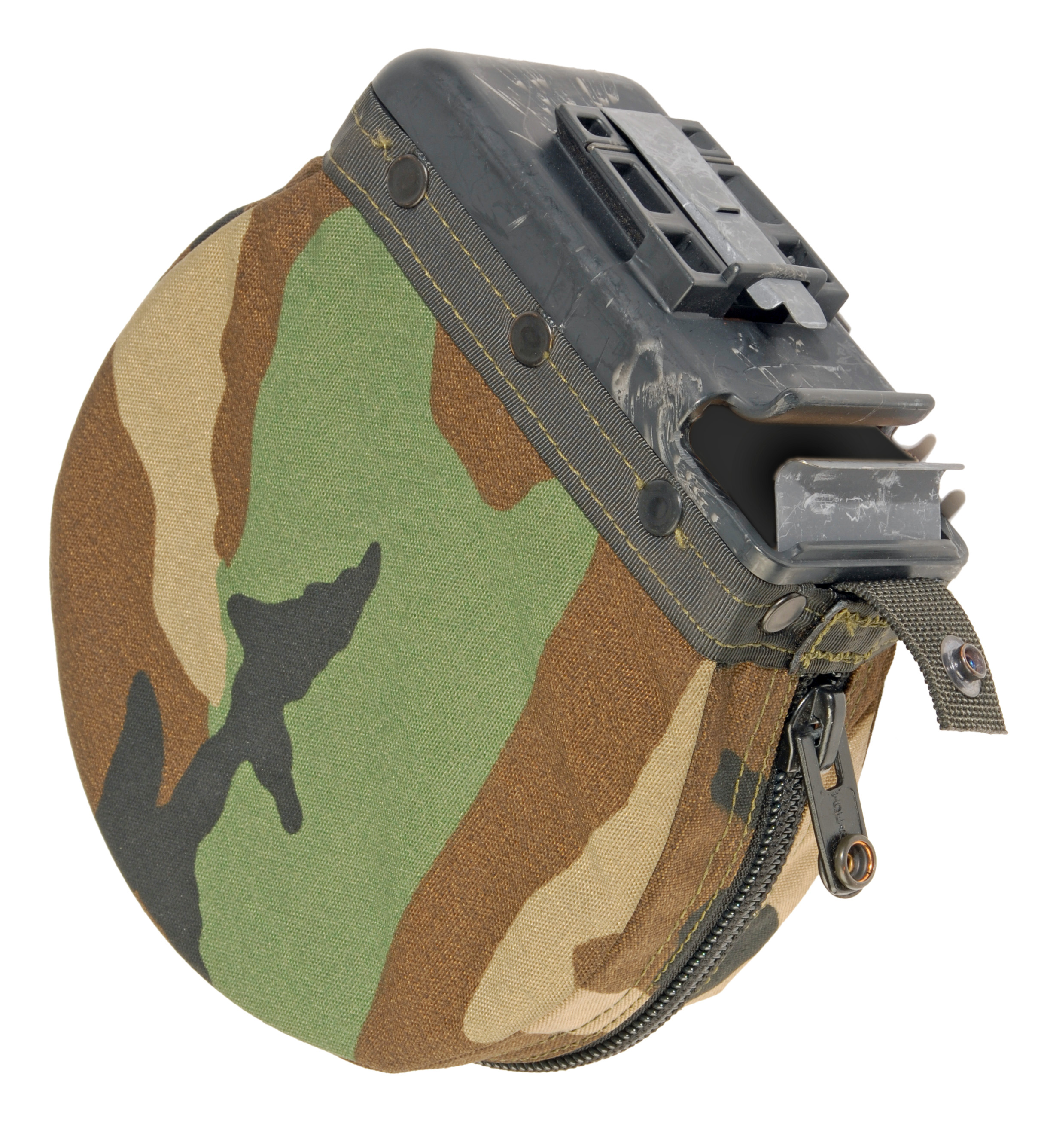
Gurttasche eines M249